# 彭守正
彭守正（?—?），湖北省漢陽縣人，清朝政治人物、同進士出身。
光緒三十年（1904年），會試第167名；殿試登進士三甲第64名赐同进士出身，吏部主事，以主事分部學習。后送往日本法政大學速成科第五班。